# Frederik van Württemberg-Neuenstadt
Frederik van Württemberg-Neuenstadt (Stuttgart, 19 december 1615 - Neuenstadt, 24 maart 1682) was van 1649 tot aan zijn dood hertog van Württemberg-Neuenstadt. Hij behoorde tot het huis Württemberg.

## Levensloop
Frederik was de derde zoon van hertog Johan Frederik van Württemberg uit diens huwelijk met Barbara Sophia, dochter van keurvorst Joachim Frederik van Brandenburg. Na het overlijden van zijn vader in 1628 werd zijn oudere broer Everhard III hertog van Württemberg.
In 1628 ging hij studeren aan het Collegium illustre in Tübingen. Wegens de dreiging van de Dertigjarige Oorlog werd hij in 1630 op grand tour gestuurd. Frederik reisde via Straatsburg, Bazel en Montbéliard naar Lyon, waar hij zijn reis wegens een zware koortsziekte moest onderbreken. Na zijn genezing reisde hij verder door Frankrijk, Italië en Engeland. Toen Frederik vernam dat Württemberg na de protestantse nederlaag in de Slag bij Nördlingen was bezet door keizerlijke troepen, reisde hij eind 1634 naar het Deense koninklijk hof, waar hij verwelkomd werd door zijn oom, koning Christiaan IV van Denemarken. In 1637 reisde Frederik naar Wenen, om bij keizer Ferdinand II de teruggave van Württemberg aan zijn broer Everhard III te bereiken. De keizer bood hem aan zelf hertog van Württemberg te worden, op voorwaarde dat hij zou bekeren tot het katholicisme, maar dat weigerde hij. 
In 1638 kreeg Everhard III van de nieuwe keizer Ferdinand III een deel van zijn gebieden terug. Op dat moment beëindigde Frederik zijn reizen en ging hij in de protestantse krijgsdienst, eerst onder Bernhard van Saksen-Weimar, daarna onder landgraaf Willem VI van Hessen-Kassel. 
Nadat in 1648 de Vrede van Westfalen werd gesloten, die een einde maakte aan de Dertigjarige Oorlog, kreeg zijn broer Everhard III het volledige hertogdom Württemberg terug. Vervolgens sloot Frederik met zijn broer een erfvergelijk, waarbij hij de ambten Neuenstadt en Möckmühl en de helft van het ambt Weinsberg kreeg toegewezen, zij het zonder soevereiniteit, die bij zijn broer Everhard bleef. Vanaf dan liet hij zich hertog van Württemberg-Neuenstadt noemen.
Na de verwoestingen van de Dertigjarige Oorlog liet Frederik het Slot van Neuenstadt herstellen, waar hij in 1652 introk. Na het voorbeeld van zijn schoonvader August van Brunswijk-Wolfenbüttel legde hij ook een bibliotheek aan, die bij zijn dood 25.000 boeken telde. Daarnaast verzamelde hij ook munten en medailles. Na zijn dood werden zijn verzamelingen verkocht aan de stad Stuttgart. In 1666 werd Frederik door koning Frederik III van Denemarken onderscheiden met de Orde van de Olifant. In 1674 werd hij tijdens de Hollandse Oorlogbenoemd tot generaal-veldtochtmeester en generaal van de infanterie, hoewel hij niet actief deelnam aan de strijd.
Toen zijn minderjarige achterneef Everhard Lodewijk in 1677 hertog van Württemberg werd, was Frederik als een van zijn dichtste verwanten een grote kanshebber om diens regent te worden. Uiteindelijk benoemde keizer Leopold I Everhard Lodewijks oom Frederik Karel van Württemberg-Winnental tot regent, waar Frederik zeer verbitterd op reageerde.
In maart 1682 overleed hij op 66-jarige leeftijd, na een lange ziekte. Frederik werd bijgezet in zijn in 1664 aanlegde familiecrypte in de Nicolaaskerk van Neuenstadt. Zijn gebieden werden geërfd door zijn zoon Frederik August.

## Huwelijk en nakomelingen
Op 7 juni 1653 huwde hij met Clara Augusta (1632-1700), dochter van hertog August van Brunswijk-Wolfenbüttel. Ze kregen twaalf kinderen:
- Frederik August (1654-1716), hertog van Württemberg-Neuenstadt
- Ulrich (1655)
- Everhard (1656)
- Albrecht (1657-1670)
- Sophia Dorothea (1658-1681)
- Ferdinand Willem (1659-1701), gouverneur van Sluis
- Anton Ulrich (1661-1680)
- Barbara Augusta (1663-1664)
- Eleonora Charlotte (1664-1666)
- Christoffel (1666)
- Karel Rudolf (1667-1742), hertog van Württemberg-Neuenstadt
- Anna Eleonora (1669-1670)